# Kunguri járás

A Kunguri járás a Permi határterületen

A Kunguri járás (oroszul Кунгурский район) Oroszország egyik járása a Permi határterületen. Székhelye Kungur.

## Népesség
- 1989-ben 47 949 lakosa volt.
- 2002-ben 46 332 lakosa volt, melynek 88%-a orosz, 9%-a tatár nemzetiségű.
- 2010-ben 42 450 lakosa volt, melyből 37 293 orosz, 3 929 tatár, 194 komi, 137 ukrán, 121 udmurt stb.